# 2007年扎夏季科煤礦礦難

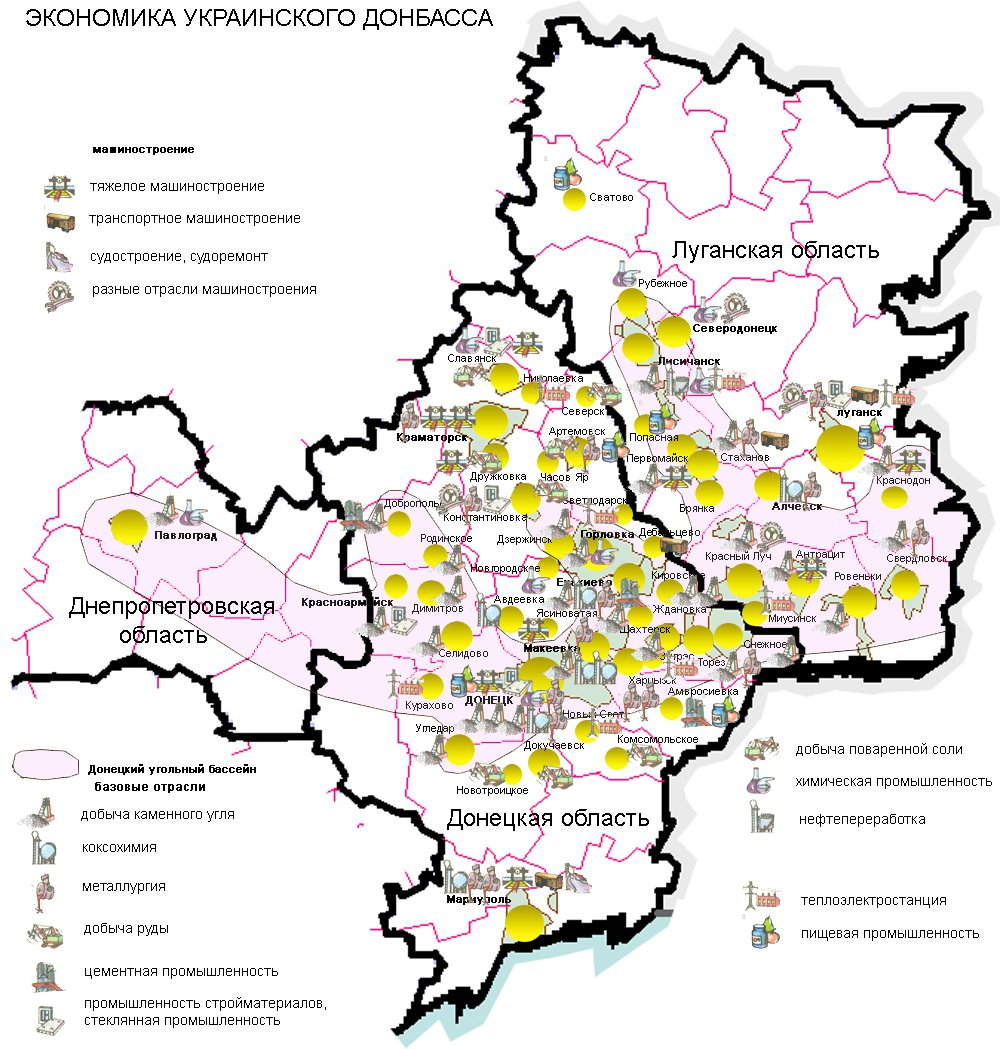
頓巴斯經濟活動

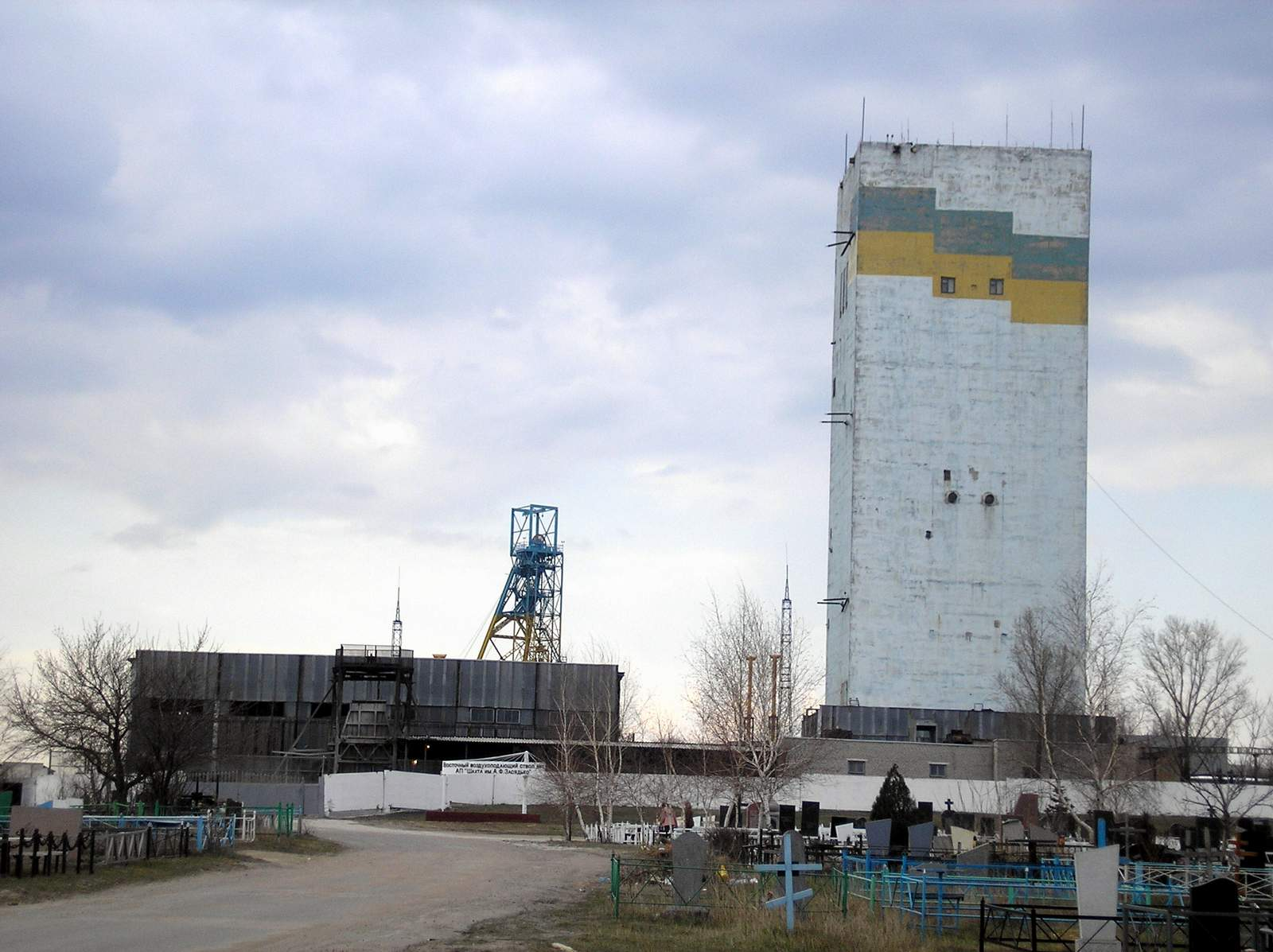
扎夏季科煤礦東側的豎井（礦井）。前方可看見的墓地是這次受難者大多數下葬的地方。

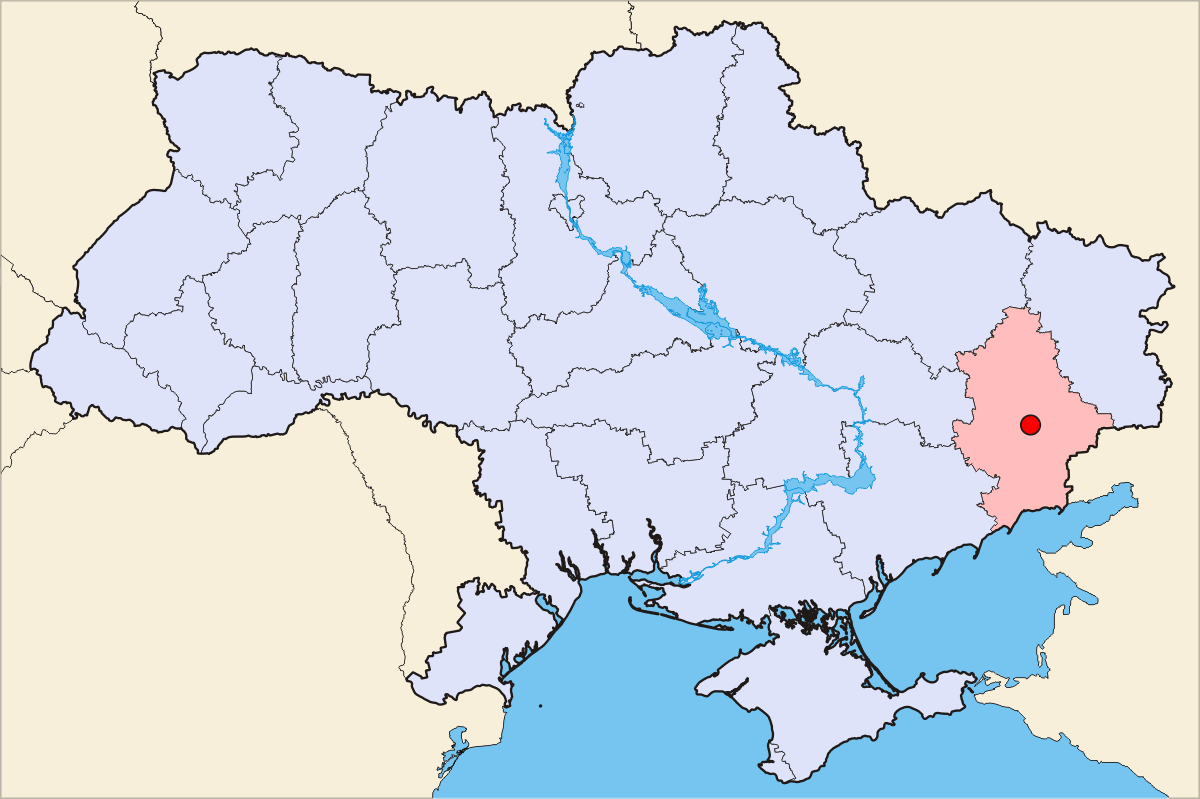
頓涅茨克（紅點）與頓涅茨克州（粉紅區塊）在烏克蘭地圖的位置

2007年扎夏季科煤礦礦難是於2007年11月18日發生於烏克蘭東部城市頓涅茨克的扎夏季科煤礦（烏克蘭語：Шахта імені О. Ф. Засядька）的礦難。
此次矿难有101名礦工死亡。這是烏克蘭目前歷史上最嚴重的礦難。在爆炸當時，有457名礦工在礦坑中。

## 起因與調查
這個事故是因為位於深度超過1,000（3,281英尺）的甲烷爆炸所導致。
身為世界上最危險的煤礦之一，扎夏季科煤礦擁有最新設備與永久更新的安全監控系統。然而，一位獨立的礦業專家最近宣稱，與當地政治圈密切結合的公司管理階層干涉檢測危險的檢測儀器的永久設立，這儀器是用來呈現地下挖礦的狀態，確保在安全標準之內。干涉的目的是要預防政府檢查員關閉礦區而影響生產。烏克蘭總統維克托·尤先科將責任歸咎於內閣因為他們沒有在礦業中成功的去「推行安全採礦工作」。犯罪調查也正在進行中。

## 政府的反應
罹難者的家屬可以領到總共10萬赫里夫尼亞（大約20,000美金）的補償金。這些經費是來自於烏克蘭內閣（Cabinet of Ministers of Ukraine）提供的1,500萬赫里夫尼亞的一部分，而這些資金也將用在革新礦務，避免同樣的礦難再度發生。。
2007年11月19日，烏克蘭總統維克托·尤先科宣布將針對此次礦難進行調查，確保未來不會再有類似的礦難發生。總統並下令11月20日為國喪日。

## 礦難的趨勢
過去15年來，頓巴斯產媒區的礦難頻率一直升高。這次扎夏季科煤礦礦難是烏克蘭傷亡最重的一次礦難，僅次於此的是發生於2000年的帕可法礦難（Barkova mining accident），當時至少有80名工人喪生。
目前扎夏季科煤礦是烏克蘭最大且蘊藏量最多的礦區，有一萬名員工，每天最多可生產一萬噸的煤。
扎夏季科煤礦在過去已經有四次礦難事故發生：
- 2006年9月20日，13名礦工死亡，62人受傷[13]
- 2002年7月，20名工人死亡，兩人受傷[14]
- 2001年8月，瓦斯爆炸（Gas explosion）使55名工人死亡，34人受傷[14]
- 1999年5月，50名工人死亡，40名受傷[14]

### 持續的礦難
12天後，2007年12月1日當地時間5點55分，在同樣的礦區發生另一起甲烷爆炸，造成52名礦工受傷。之後，在12月2日當地時間21點20分，發生另一起爆炸，造成至少5名工人死亡，超過30名工人受傷。